# Mormonia paranympha
Mormonia paranympha är en fjärilsart som beskrevs av Sensu Drury. Mormonia paranympha ingår i släktet Mormonia och familjen nattflyn. Inga underarter finns listade i Catalogue of Life.